# Copa del Generalísimo 1960/61
Die Copa del Generalísimo 1960/61 war die 57. Austragung des spanischen Fußballpokalwettbewerbes, der heute unter dem Namen Copa del Rey stattfindet.
Der Wettbewerb startete am 12. Oktober 1960 und endete mit dem Finale am 2. Juli 1961 im Estadio Santiago Bernabéu in Madrid. Titelverteidiger des Pokalwettbewerbes war Atlético Madrid. Den Titel gewann erneut Atlético Madrid durch einen 3:2-Erfolg in der Neuauflage des Finalspiels vom Vorjahr gegen den Stadtrivalen Real Madrid.

## Vorrunde
Die Hinspiele wurden am 12. Oktober, die Rückspiele am 30. Oktober 1960 ausgetragen.
|                     | Gesamt |                  | Hinspiel | Rückspiel |
| ------------------- | ------ | ---------------- | -------- | --------- |
| CD Castellón        | 4:4    | FC Pontevedra    | 3:0      | 1:4       |
| Celta Vigo          | 6:2    | Atlético Ceuta   | 4:0      | 2:2       |
| FC Córdoba          | 12:60  | Real Sociedad B  | 9:3      | 3:3       |
| Deportivo La Coruña | 6:4    | Levante UD       | 4:1      | 2:3       |
| FC Extremadura      | 02:11  | CA Osasuna       | 2:0      | 00:11     |
| Real Gijón          | 4:4    | FC Cádiz         | 4:2      | 0:2       |
| Hércules Alicante   | 4:4    | CD Baskonia      | 4:0      | 0:4       |
| SD Indautxu         | 1:5    | UD Las Palmas    | 1:3      | 0:2       |
| Real Jaén           | 1:3    | CD Condal        | 1:1      | 0:2       |
| CD Málaga           | 1:2    | FC Barakaldo     | 1:0      | 0:2       |
| CD Mestalla         | 4:3    | Cultural Leonesa | 2:1      | 2:2       |
| AD Plus Ultra       | 1:2    | CD Ourense       | 1:1      | 0:1       |
| CD Sabadell         | 1:2    | Real Murcia      | 1:0      | 0:2       |
| UD Salamanca        | 1:3    | CD Teneriffa     | 1:1      | 0:2       |
| CD San Fernando     | 3:0    | Tarrasa CF       | 3:0      | 0:0       |
| Sestao SC           | 5:5    | Rayo Vallecano   | 2:2      | 3:3       |

### Entscheidungsspiele
|                   | Ergebnis |                |
| ----------------- | -------- | -------------- |
| CD Castellón      | 13:2 1   | FC Pontevedra  |
| Real Gijón        | 11:1 2   | FC Cádiz       |
| Real Gijón        | 13:2 3   | FC Cádiz       |
| Hércules Alicante | 13:2 4   | CD Baskonia    |
| Sestao SC         | 11:1 5   | Rayo Vallecano |
| Sestao SC         | 10:2 6   | Rayo Vallecano |

## Runde der letzten 32
Die Hinspiele wurden am 7. Mai, die Rückspiele am 11. Mai 1961 ausgetragen.
|                   | Gesamt |                     | Hinspiel | Rückspiel |
| ----------------- | ------ | ------------------- | -------- | --------- |
| FC Barakaldo      | 1:6    | Real Oviedo         | 0:0      | 1:6       |
| CF Barcelona      | 11:30  | Real Gijón          | 7:1      | 4:2       |
| Betis Sevilla     | 3:1    | Real Murcia         | 1:0      | 2:1       |
| CD Condal         | 02:11  | FC Sevilla          | 2:3      | 0:8       |
| FC Córdoba        | 4:4    | Real Santander      | 3:0      | 1:4       |
| FC Granada        | 2:5    | UD Las Palmas       | 2:0      | 0:5       |
| Hércules Alicante | 00:11  | Real Madrid         | 0:5      | 0:6       |
| RCD Mallorca      | 2:1    | Sestao SC           | 1:0      | 1:1       |
| Atlético Madrid   | 3:0    | CD Mestalla         | 2:0      | 1:0       |
| CA Osasuna        | 1:2    | Atlético Bilbao     | 1:0      | 0:2       |
| Real Sociedad     | 5:3    | Celta Vigo          | 4:1      | 1:2       |
| CD San Fernando   | 0:1    | RCD Español         | 0:0      | 0:1       |
| CD Teneriffa      | 3:1    | FC Elche            | 3:0      | 0:1       |
| FC Valencia       | 1:1    | CD Castellón        | 1:1      | 0:0       |
| Real Valladolid   | 5:1    | CD Ourense          | 5:0      | 0:1       |
| Real Saragossa    | 8:4    | Deportivo La Coruña | 5:1      | 3:3       |

### Entscheidungsspiele
Die Spiele wurden am 14. Mai in Madrid und Saragossa ausgetragen.
|             | Ergebnis |                |
| ----------- | -------- | -------------- |
| FC Córdoba  | 1:2      | Real Santander |
| FC Valencia | 5:0      | CD Castellón   |

## Achtelfinale
Die Hinspiele wurden am 21. Mai, die Rückspiele am 28. Mai 1961 ausgetragen.
|                 | Gesamt |                 | Hinspiel | Rückspiel |
| --------------- | ------ | --------------- | -------- | --------- |
| Atlético Bilbao | 5:2    | Real Sociedad   | 3:1      | 2:1       |
| Atlético Madrid | 2:2    | FC Valencia     | 2:0      | 0:2       |
| CF Barcelona    | 3:5    | RCD Español     | 2:3      | 1:2       |
| Betis Sevilla   | 4:1    | Real Oviedo     | 3:1      | 1:0       |
| UD Las Palmas   | 4:4    | Real Valladolid | 4:2      | 0:2       |
| RCD Mallorca    | 3:4    | FC Sevilla      | 2:0      | 1:4       |
| Real Santander  | 1:4    | Real Madrid     | 1:1      | 0:3       |
| Real Saragossa  | 1:1    | CD Teneriffa    | 1:0      | 0:1       |

### Entscheidungsspiele
Die Spiele wurden am 29. und 30. Mai in Saragossa und Madrid ausgetragen.
|                 | Ergebnis |                 |
| --------------- | -------- | --------------- |
| Atlético Madrid | 3:0      | FC Valencia     |
| UD Las Palmas   | 1:2      | Real Valladolid |
| Real Saragossa  | 0:1      | CD Teneriffa    |

## Viertelfinale
Die Hinspiele wurden am 1. Juni, die Rückspiele am 4. Juni 1961 ausgetragen.
|                 | Gesamt |              | Hinspiel | Rückspiel |
| --------------- | ------ | ------------ | -------- | --------- |
| Atlético Bilbao | 0:5    | Real Madrid  | 0:2      | 0:3       |
| Atlético Madrid | 3:1    | CD Teneriffa | 2:0      | 1:1       |
| Betis Sevilla   | 7:1    | RCD Español  | 5:1      | 2:0       |
| Real Valladolid | 3:2    | FC Sevilla   | 3:1      | 0:1       |

## Halbfinale
Die Hinspiele wurden am 18. Juni, die Rückspiele am 25. Juni 1961 ausgetragen.
|                 | Gesamt |                 | Hinspiel | Rückspiel |
| --------------- | ------ | --------------- | -------- | --------- |
| Real Madrid     | 8:5    | Betis Sevilla   | 7:1      | 1:4       |
| Real Valladolid | 3:4    | Atlético Madrid | 3:1      | 0:3       |

## Finale
| Atlético Madrid                                    | Atlético Madrid | Real Madrid | Real Madrid |
| -------------------------------------------------- | --- | --- | ----------- |
| Atlético Madrid                                    | \| 2. Juli 1961 in Madrid (Estadio Santiago Bernabéu) \| \| Ergebnis: 3:2 (1:1) \| \| Zuschauer: 120.000 \| \| Schiedsrichter: Vicente Lloris \|                                                                          | \| 2. Juli 1961 in Madrid (Estadio Santiago Bernabéu) \| \| Ergebnis: 3:2 (1:1) \| \| Zuschauer: 120.000 \| \| Schiedsrichter: Vicente Lloris \|                                                      | Real Madrid |
| Atlético Madrid                                    | Edgardo Madinabeytia – Feliciano Rivilla, Jorge Griffa, Isacio Calleja – Ramiro Rodrigues, Alberto Callejo – Miguel Jones, Adelardo Rodríguez, Jorge Mendonça, Joaquín Peiró, Enrique Collar Cheftrainer: José Villalonga | José Vicente Train – Marquitos, José Santamaría, Pedro Casado – José María Vidal, Pachín – Enrique Mateos, Luis del Sol, Alfredo Di Stéfano, Ferenc Puskás, Francisco Gento Cheftrainer: Miguel Muñoz | Real Madrid |
| Atlético Madrid                                    | 1:1 Joaquín Peiró (20.) 2:1 Joaquín Peiró (46.) 3:1 Jorge Mendonça (69.) | 0:1 Ferenc Puskás (9.) 3:2 Alfredo Di Stéfano (82.) | Real Madrid |
| 2. Juli 1961 in Madrid (Estadio Santiago Bernabéu) | | |             |
| Ergebnis: 3:2 (1:1)                                | | |             |
| Zuschauer: 120.000                                 | | |             |
| Schiedsrichter: Vicente Lloris                     | | |             |